# Owen Wolff
Pour l’article homonyme, voir Wolff.
Owen Wolff, né le 30 décembre 2004 à Snellville, en Géorgie aux États-Unis, est un joueur américain de soccer qui joue au poste de milieu défensif à l'Austin FC en MLS.

## Biographie

### En club
Né à Snellville, en Géorgie aux États-Unis, Owen Wolff est formé à Atlanta United. Le 9 septembre 2021, Wolff signe toutefois son premier contrat professionnel avec une autre franchise, l'Austin FC, ce qui fait de lui le premier Homegrown Player de l'histoire du club et le plus jeune joueur à signer avec les verts et noirs.
Wolff joue son premier match en professionnel avec l'équipe première d'Austin le 4 novembre 2021, à l'occasion d'une rencontre de Major League Soccer face au Sporting de Kansas City. Il entre en jeu à la place de Sebastián Driussi et son équipe l'emporte par trois buts à un.
Titularisé le 12 mars 2023 face au Real Salt Lake lors d'une rencontre de MLS, il se fait remarquer en délivrant une passe décisive pour Jon Gallagher (en) avant d'inscrire son premier but en professionnel, contribuant ainsi à la victoire de son équipe (1-2 score final),.

### En sélection
Owen Wolff représente l'équipe des États-Unis des moins de 20 ans, jouant son premier match pour cette sélection contre la France le 22 mars 2023 (défaite 0-4 des États-Unis). Il marque son premier but avec les moins de 20 ans le 25 mars suivant contre l'Angleterre, se distinguant également par une passe décisive ce jour-là. Son équipe est toutefois battue (2-4 score final).

### Style de jeu
Owen Wolff est décrit comme un milieu de terrain complet. Solide physiquement, il se distingue par sa technique et par sa vision du jeu. Il est vu comme un joueur persévérant, combatif avec une bonne intelligence de jeu.

## Vie privée
Owen Wolff est le fils de l'ancien international américain devenu entraîneur, Josh Wolff, qui est notamment son entraîneur à l'Austin FC. Il a également un frère Tyler Wolff, lui aussi joueur professionnel de soccer.